# Alcedoecus alatoclypeatus
Alcedoecus alatoclypeatus är en insektsart som först beskrevs av Piaget 1885.  Alcedoecus alatoclypeatus ingår i släktet Alcedoecus och familjen fjäderlöss. Inga underarter finns listade i Catalogue of Life.